# Lockheed T-33 Shooting Star
Il Lockheed T-33 Shooting Star, informalmente indicato anche come T-Bird, è un aereo da addestramento a getto biposto, monomotore, monoplano ad ala dritta e bassa, sviluppato dall'azienda aeronautica statunitense Lockheed Corporation nella seconda parte degli anni quaranta e prodotto, oltre che dalla stessa, anche su licenza dalla canadese Canadair e dalla giapponese Kawasaki.
Costruito dal 1948 al 1959, venne sviluppato sulla base del P-80 Shooting Star (in seguito ridenominato F-80), il primo caccia a getto operativo nell'United States Air Force (USAF); inizialmente denominato TP-80C o TF-80C, il T-33 fu a sua volta la base del caccia intercettore F-94 Starfire.
Modello estremamente longevo nella sua vita operativa e utilizzato in numerose aeronautiche militari mondiali. Gli ultimi esemplari, usati in Bolivia, sono stati ritirati dal servizio nel luglio 2017.

## Storia del progetto
Il T-33 era un semplice adattamento del monoposto F-80C, con la riduzione dell'armamento da 6 a 2 mitragliatrici e un secondo posto di pilotaggio; i serbatoi interni, da 1 931 litri complessivi, vennero integrati da serbatoi alle estremità alari, molto caratteristici, da ben 870 litri (il predecessore arrivava a 2 da 807 litri). La velocità di salita scendeva da 35 a 26 m/s.
Il caccia F-80 si era trasformato quindi in un addestratore avanzato che venne talmente apprezzato, per la sua semplicità, da essere prodotto in oltre 6 000 esemplari, anche in Canada ed in Giappone.
Il T-33 era molto popolare e divenne molto diffuso in tutto il mondo, combattendo anche in vari conflitti minori, come ad esempio l'invasione della Baia dei Porci, ed almeno fino a pochi anni fa era in linea in una dozzina di paesi in vari continenti.

## Impiego operativo

### Italia
L'Aeronautica Militare, nell'ambito del rinnovamento della propria flotta, emise una specifica per affiancare al convenzionale Fiat G.59 a elica un modello da addestramento avanzato dotato di motore a reazione per l'addestramento dei piloti destinati a reparti operativi dotati di modelli che utilizzavano quel tipo di propulsione.
Dopo aver valutato varie opportunità, tra le quali il Fiat G.80 di concezione nazionale, la scelta si orientò sul T-33 Shooting Star, acquisendo, a partire dall'ottobre 1952, 60 esemplari della variante biposto T-33A più altri 14 nella versione RT-33A da ricognizione fotografica. I primi vennero impiegati prevalentemente nel ruolo di addestratore avanzato, inizialmente come dotazione del Nucleo Addestramento Volo a Reazione per poi essere presi in carico dalla Scuola Aviogetti basata all'aeroporto di Amendola, completando la formazione di centinaia di nuovi piloti destinati ai reparti. Con lo sviluppo del nuovo Fiat G.91T, entrato in linea nel 1965, i T-33A vennero trasferiti alle Squadriglie Collegamenti, con le quali operarono fino alla loro radiazione. Oltre che nel ruolo di aereo da collegamento, analogamente ad altre forze aeree mondiali, il T-33A venne utilizzato come aereo da traino bersagli e come "lepre", ovvero come aereo aggressore, nelle missioni di intercettazione simulate per l'addestramento caccia all'uso dei radar che equipaggiavano i North American F-86K e i Lockheed F-104 Starfighter italiani. Dal 1966 alcuni esemplari operarono con il Centro Radiomisure.
L'ultimo T-33 italiano venne radiato nel 1982.

### Stati Uniti d'America
Il biposto T-33 si è dimostrato adatto a ricoprire il ruolo di addestratore avanzato, venendo utilizzato oltre che per tali mansioni come postazione aerea di pilotaggio droni e come aereo da traino bersagli. La United States Air Force (USAF) ha introdotto il T-33 come modello per la formazione dei piloti destinati a reparti di prima linea nell'Air Training Command fino ai primi anni sessanta, progressivamente sostituito dai Cessna T-37 Tweet e Northrop T-38 Talon nel quadro del programma Undergraduate Pilot Training (UPT). Il T-33 è stato utilizzato per addestrare i cadetti dell'Air Force Academy (Accademia aeronautica) a Peterson Field (ora Peterson Air Force Base a Colorado Springs). Il T-37 ha sostituito il T-33 come velivolo da addestramento nell'Air Force Academy dal 1975. Simile avvicendamento avvenne anche nella United States Navy con la versione TV-1, ridenominata T-33 nel 1962, con velivoli tecnologicamente più avanzati, quali i North American T-2 Buckeye e Douglas TA-4 Skyhawk II. Le versioni USAF e US Navy del T-33 vennero definitivamente rimosse dal loro incarico primario rispettivamente durante gli anni settanta e ottanta, con USAF e USN che destinarono i loro compiti come aerei utility e addestratori avanzati, con qualche esemplare USN convertito a bersaglio aereo in scala 1:1 destinati a test di sviluppo di missili aria-aria per la dotazione dei propri caccia e a quelli terra-aria in dotazione alle unità navali di superficie. Diversi T-33 vennero assegnati a reparti USAF equipaggiati con i McDonnell F-101 Voodoo, Convair F-102 Delta Dagger e Convair F-106 Delta Dart, nonché, sempre in qualità di addestratore, a reparti dell'Air National Guard con dotazioni similari che sotto la gestione dell'Aerospace Defense Command provvedevano alla difesa dello spazio aereo continentale. In seguito altri esemplari vennero presi in carico dal Tactical Air Command (TAC) ed utilizzati in un simile ruolo nei reparti Air National Guard sotto il loro diretto comando, dotati degli F-106 Delta Dart e dei McDonnell Douglas F-4 Phantom II fino alla loro radiazione, con l'ultimo esemplare, della variante NT-33, che cessò il servizio nell'aprile 1997.

## Varianti

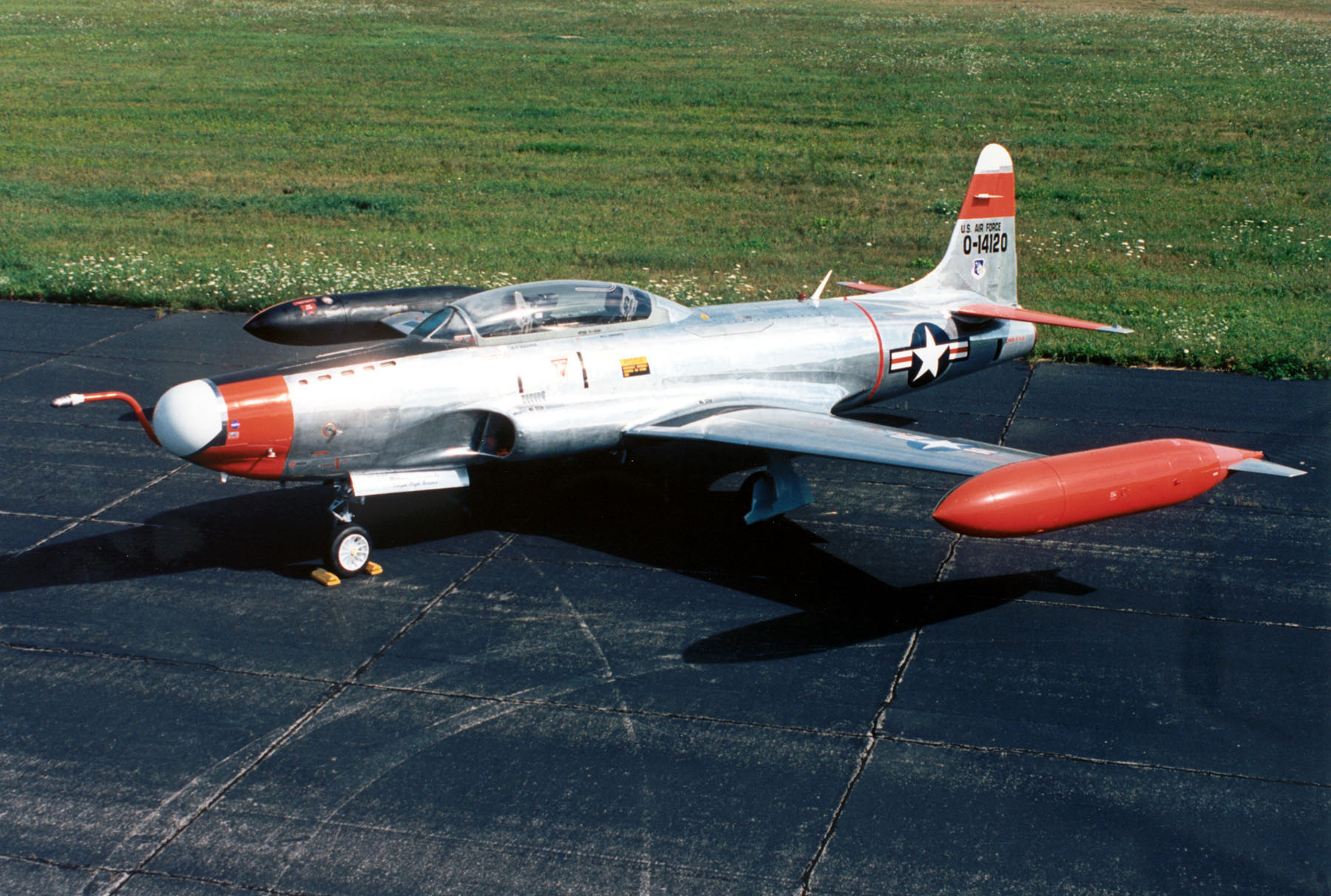
Lockheed NT-33A USAF

### USAF
T-33A
versione da addestramento a getto biposto.
AT-33A
versione da attacco leggero derivata dal T-33A.
DT-33A
designazione assegnata ai T-33A convertiti in aerei da controllo droni.
NT-33A
designazione assegnata ai T-33A convertiti in aerei per test sperimentali.
QT-33A
designazione assegnata ai T-33A convertiti in droni senza equipaggio da bersaglio.
RT-33A
versione da ricognizione derivata dal T-33A.

### US Navy
TO-1/TV-1designazione U.S. Navy del P-80C, 50 esemplari trasferiti alla marina statunitense nel 1949 come addestratori a getto (tecnicamente non dei T-33 Shooting Star)
TO-2versione addestratore biposto basata a terra, variante U.S. Navy del T-33A, in seguito ridesignata TV-2.
TV-2KDdesignazione assegnata agli esemplari convertiti in aerei da controllo droni.
T-33Bridesignazione dei TV-2 in base alle nuove disposizioni del 1962.
DT-33Bridesignazione dei TV-2KD in base alle nuove disposizioni del 1962.

### Canada
CT-133 Silver Starvariante da addestramento biposto realizzata su licenza dalla Canadair, caratterizzata dalla diversa motorizzazione rispetto ai modelli statunitensi affidata al Rolls-Royce Nene. Destinata a equipaggiare i reparti RCAF, poi Canadian Forces, venne utilizzata anche nell'addestramento alle comunicazioni, come aereo da traino bersagli e nella guerra elettronica.

## Utilizzatori
Arabia Saudita

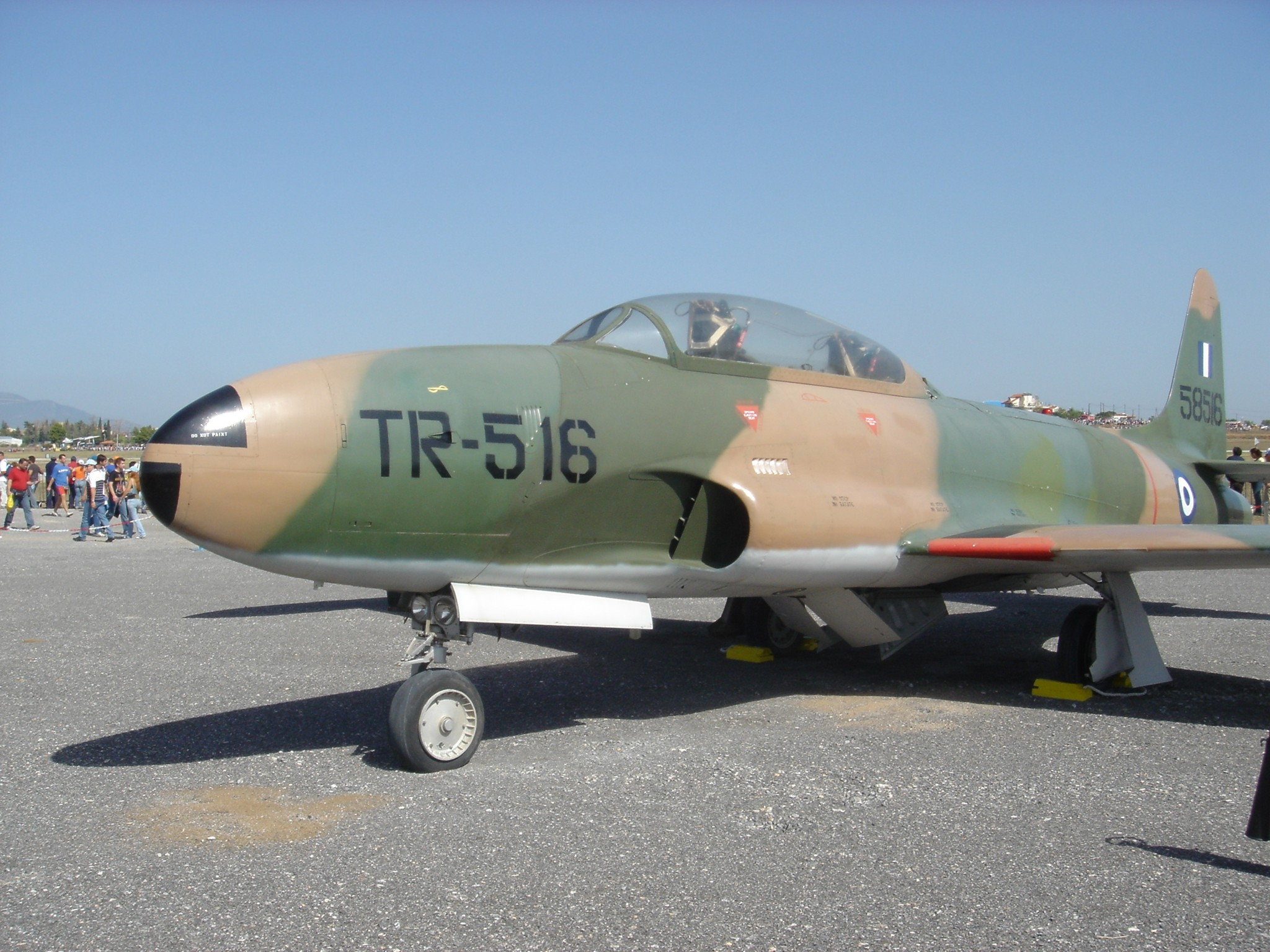
Un T-33 Shooting Star della greca Ellenikì Polemikì Aeroporia.

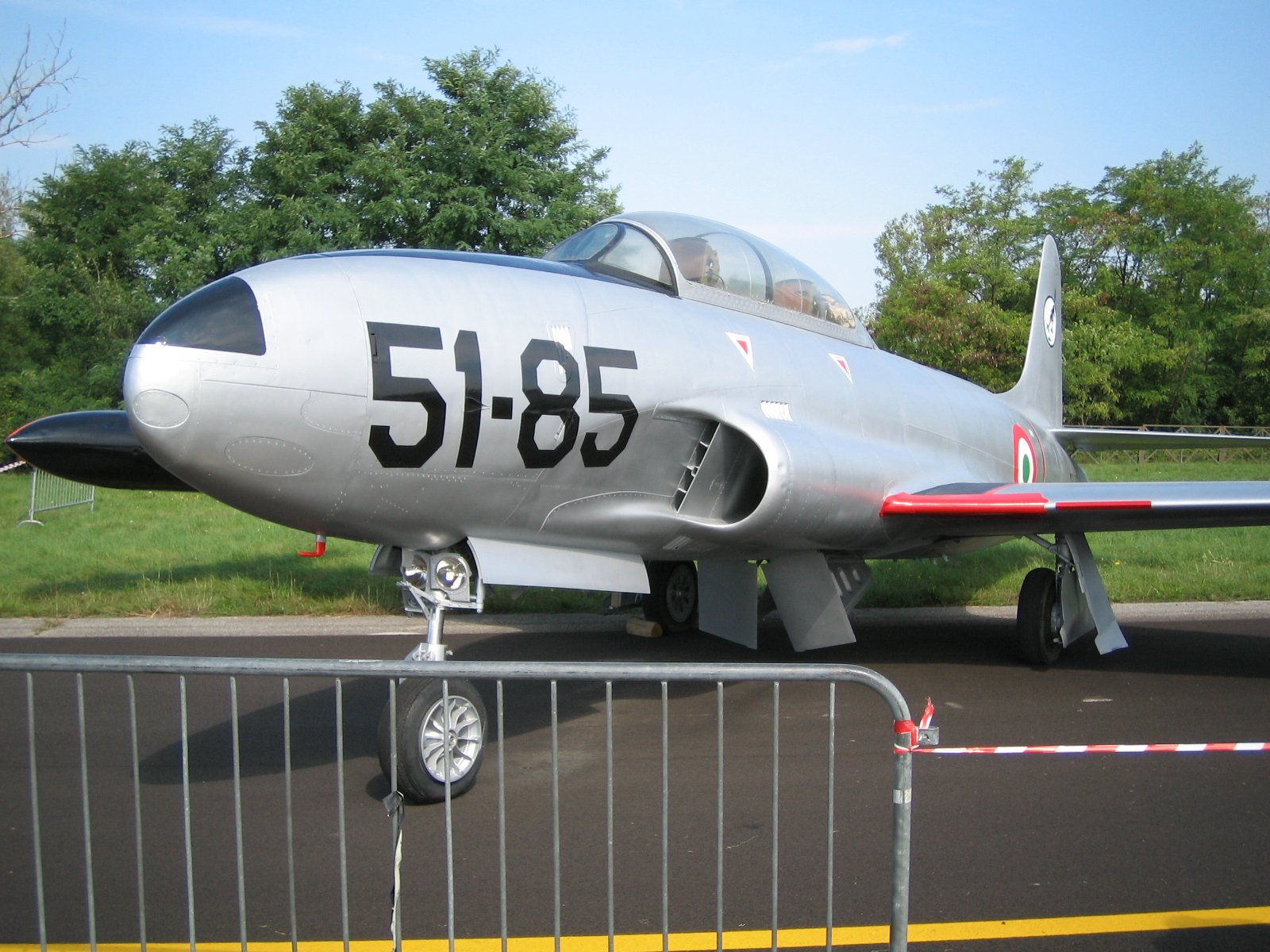
Un T-33 con le insegne del 51º Stormo dell'Aeronautica Militare.

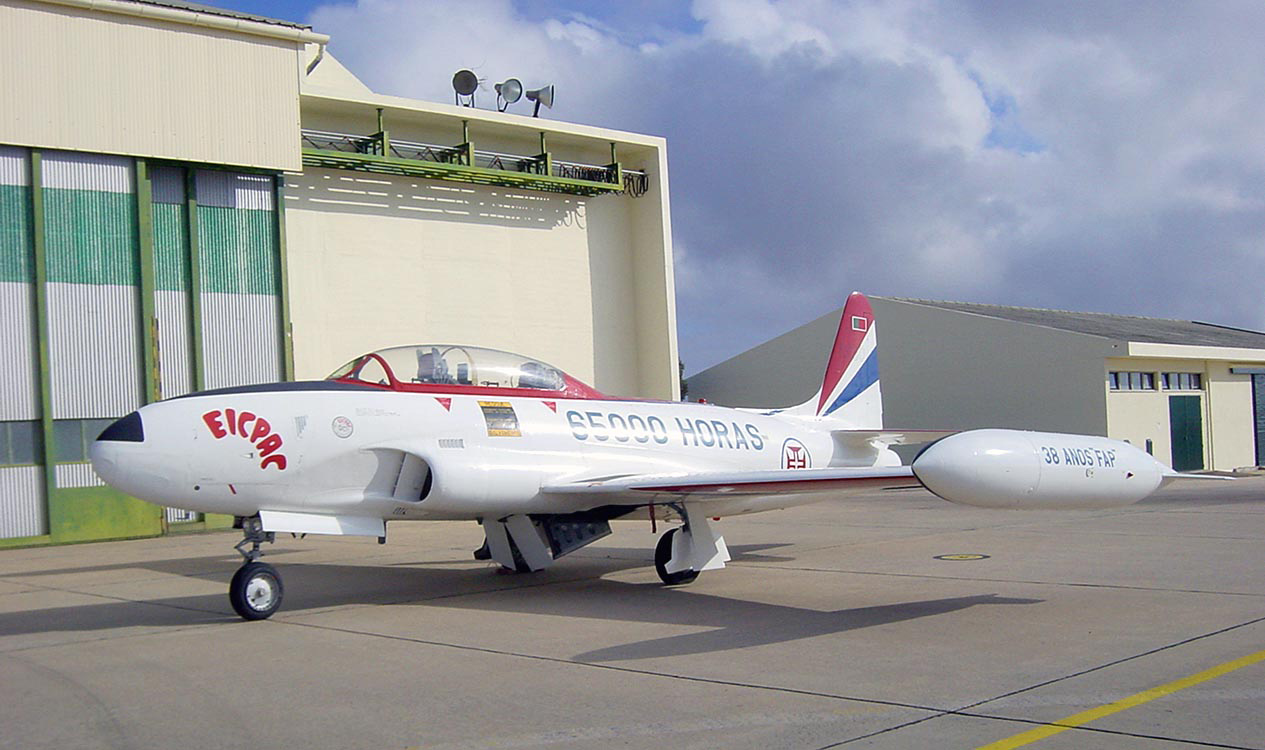
Un T-33 in una speciale livrea commemorativa della Força Aérea Portuguesa.

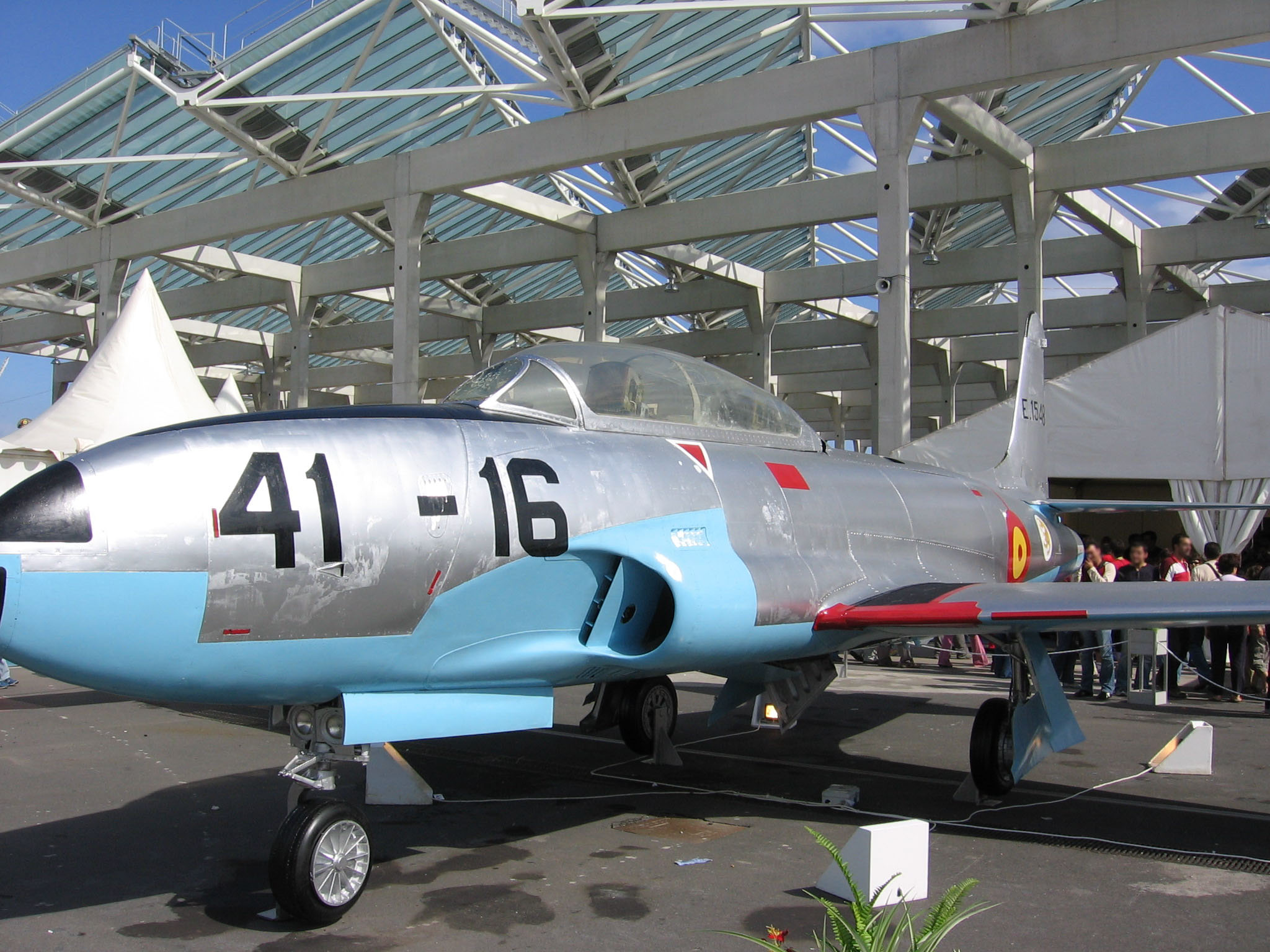
Un T-33 dell'Ejército del Aire spagnolo.

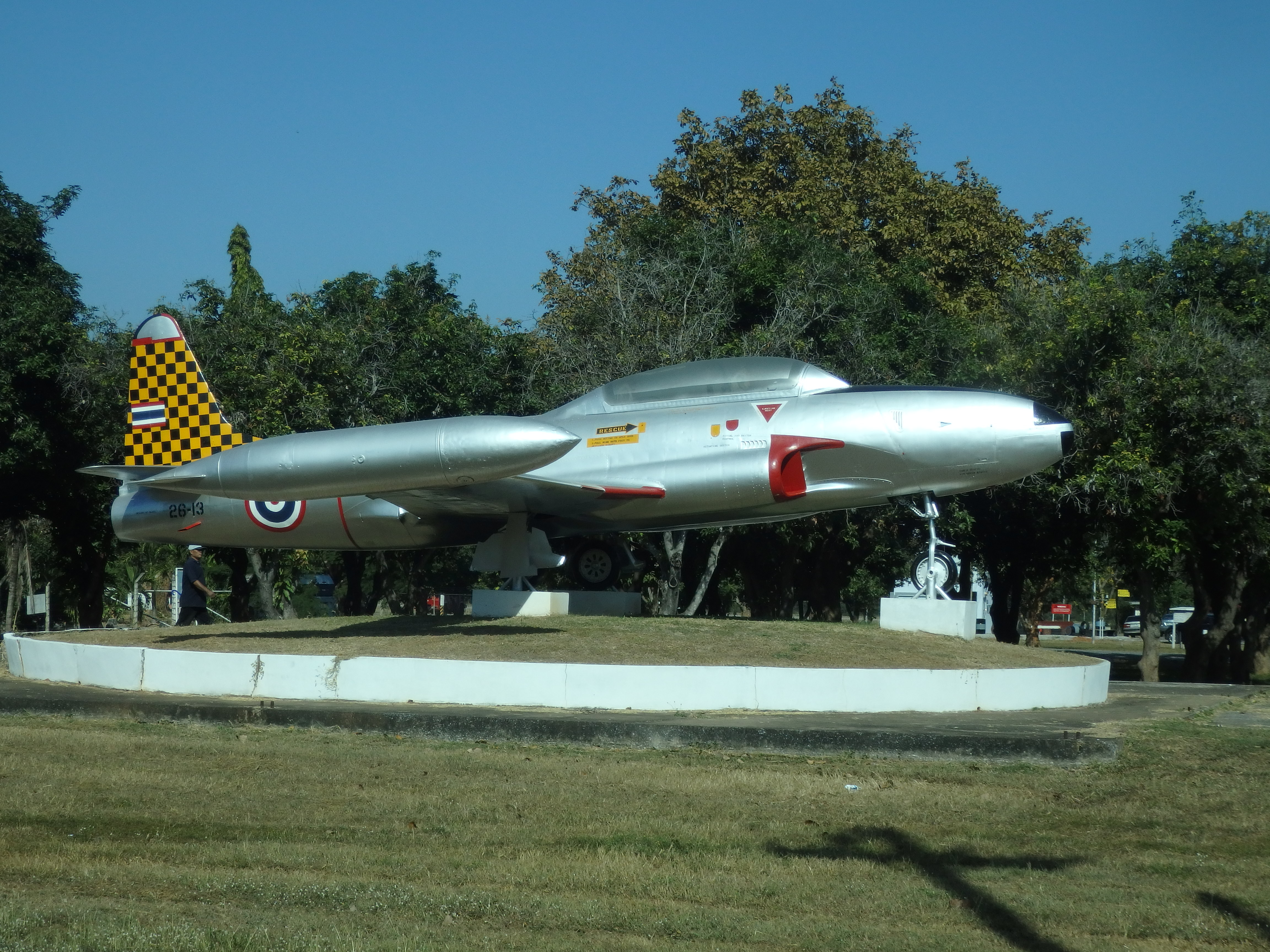
Un T-33 della thailandese Kongthap Akat Thai monumentato presso la base aerea nei dintorni di Nakhon Ratchasima.

- Al-Quwwat al-Jawwiyya al-Sa'udiyya (tutti ritirati)

 Belgio
- Composante Air de l'armée belge

acquisì 38 T-33A ed un RT-33A con i quali operò dal 1952.
 Bolivia
- Fuerza Aérea Boliviana

Ultimo utente militari T-33, tutti ritirati nel luglio 2017.
 Brasile
- Força Aérea Brasileira (tutti ritirati)

 Birmania
- Tatmdaw Lei (tutti ritirati)

   Canada
- Royal Canadian Air Force
- Royal Canadian Navy
- Canadian Forces Air Command
- National Research Council

opera con la variante di produzione nazionale Canadair CT-133 Silver Star.
 Cile
- Fuerza Aérea de Chile (tutti ritirati)

 Colombia
- Fuerza Aérea Colombiana (tutti ritirati)

 Corea del Sud
- Daehan Minguk Gonggun

cominciò ad operare con i T-33A dall'agosto 1955, utilizzati anche dalla pattuglia acrobatica Black Eagles. (tutti ritirati)
 Cuba
- Fuerza Aérea del Ejército de Cuba
- Defensa Anti-Aérea y Fuerza Aérea Revolucionaria (tutti ritirati)

 Danimarca
- Flyvevåbnet (tutti ritirati)

 Rep. Dominicana
- Fuerza Aérea Dominicana AT-33A-LO (AT-33 Silver Star)

 Ecuador
- Fuerza Aérea Ecuatoriana (tutti ritirati)

 El Salvador
- Fuerza Aérea Salvadoreña (tutti ritirati)

 Filippine
- Hukbong Himpapawid ng Pilipinas (tutti ritirati)

 Francia
- Armée de l'air (tutti ritirati)

 Germania
- Luftwaffe (tutti ritirati)

 Giappone
- Kōkū Jieitai

278 T-33 in servizio dal 1955 al 2000. (tutti ritirati)
 Grecia
- Ellenikì Polemikì Aeroporia (tutti ritirati)

 Guatemala
- Fuerza Aérea Guatemalteca (tutti ritirati)

 Honduras
- Fuerza Aérea Hondureña (tutti ritirati)

 Indonesia
- Tentara Nasional Indonesia Angkatan Udara (tutti ritirati)

  Iran
- Niru-ye Havayi-ye Shahanshahiy-e Iran (tutti ritirati)

 Italia
- Aeronautica Militare (tutti ritirati)

 Jugoslavia
- Jugoslovensko ratno vazduhoplovstvo i protivvazdušna odbrana

 Libia
- Al-Quwwat al-Jawwiya al-Malakiyya al-Libiyya (tutti ritirati)

 Messico
- Fuerza Aérea Mexicana (tutti ritirati)

 Nicaragua
- Forza aerea dell'Esercito nicaraguense

5 T-33A consegnati, più ulteriori 5 AT-33A Shooting Star ricevuti nel 1961 e ritirati insieme ai primi nel 1979.
 Norvegia
- Kongelige Norske Luftforsvaret (tutti ritirati)

 Pakistan
- Pakistani Fida'iyye (tutti ritirati)

 Paesi Bassi
- Koninklijke Luchtmacht (tutti ritirati)

 Paraguay
- Fuerza Aérea Paraguaya

operò con sei AT-33A donati da Taiwan nel 1990 nel 2° Grupo Aerotáctico (GAT) "Indios". Ritirati dal servizio nel 1998.
 Perù
- Fuerza Aérea del Perú (tutti ritirati)

 Portogallo
- Força Aérea Portuguesa (tutti ritirati)

 Singapore
- Angkatan Udara Republik Singapura

operò con esemplari francesi ex Armée de l'air. (tutti ritirati)
 Spagna
- Ejército del Aire (tutti ritirati)

 Taiwan
- Chung-Hua Min-Kuo K'ung-Chün (tutti ritirati)

 Thailandia
- Kongthap Akat Thai (tutti ritirati)

 Turchia
- Türk Hava Kuvvetleri (tutti ritirati)

 Stati Uniti
- Boeing Commercial Airplanes[9]
- United States Air Force (tutti ritirati)
- United States Navy (tutti ritirati)

 Uruguay
- Fuerza Aérea Uruguaya (tutti ritirati)

## Esemplari attualmente esistenti

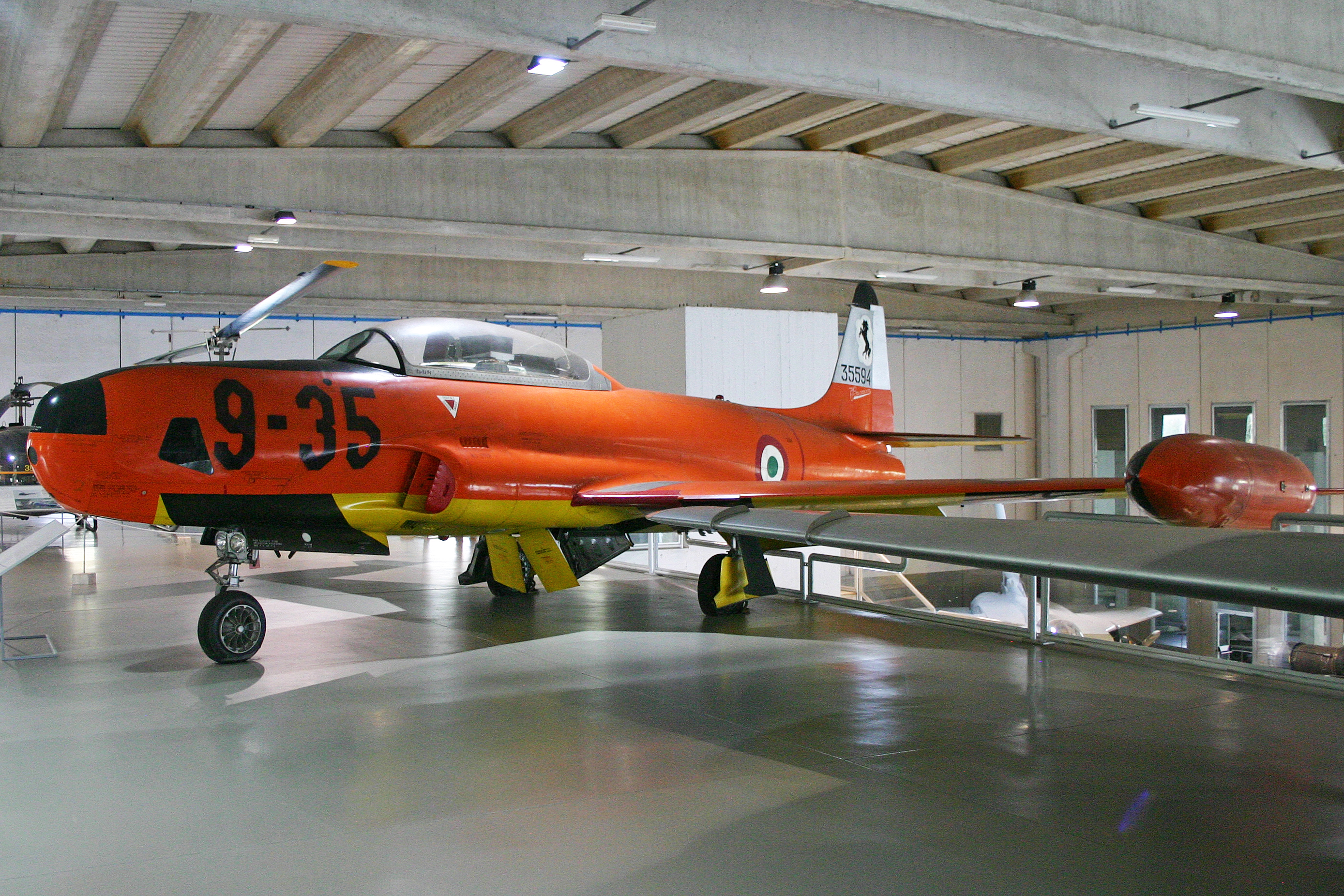
L'RT-33 conservato al Museo storico dell'Aeronautica Militare.

La diffusione del modello in numerose forze aeree mondiali ha favorito la conservazione di diversi esemplari, collocati sia in collezioni museali, sia come modelli statici inseriti in strutture quali aeroporti civili e reparti militari e come parte di monumenti commemorativi.
Tra i vari esemplari ancora esistenti presenti in territorio italiano si cita la versione RT-33A ex Aeronautica Militare, parte della collezione del Museo storico dell'Aeronautica Militare a Vigna di Valle, Bracciano, collocato nell'hangar Skema dedicato al patrimonio aeronautico storico nazionale più recente. Il modello esposto presenta la livrea della 609ª Squadriglia Collegamenti, parte del 9º Stormo "Francesco Baracca" basato all'Aeroporto di Caserta-Grazzanise, nella sua tipica livrea ad alta visibilità con cui erano dipinti i velivoli adibiti al traino bersagli nella forza aerea italiana. Sempre in Italia un secondo esemplare, nella versione T-33A,  è presente tra i velivoli esposti nel Museo dell'aviazione di Rimini. Nella cultura popolare ci si ricorda di questo jet in quanto compariva nel film con Alberto Sordi Finché c'è guerra c'è speranza. Infine un terzo esemplare è esposto presso l'entrata della caserma dell'aeronautica militare situata presso l' Aeroporto di Napoli-Capodichino (con matricola militare MM51-17536).
In un'ottica geografica più ampia, è osservabile l'esemplare ex Fuerza Aérea Guatemalteca collocato in mostra statica nei pressi dell'entrata est dell'Aeroporto Internazionale Mundo Maya, Flores, restaurato con finitura in alluminio lucidato.